# Fifth Third Bank
Fifth Third Bank — американская банковская корпорация со штаб-квартирой в Цинциннати, штат Огайо, являющаяся основным дочерним предприятием холдинговой компании Fifth Third Bancorp. Название Fifth Third Bank (Пятый-Третий Банк) является результатом слияния Fifth National Bank и Third National Bank (Пятого и Третьего Национальных банков), которое произошло 1 июня 1908 года. Входит в двадцатку крупнейших банков США.
Основные направления деятельности компании включают в себя: банковское дело, коммерческий банкинг, потребительское кредитование, обработка платежей, инвестиции, консультирование и титульное страхование.

## История
История Fifth Third Bank началась 17 июня 1858 года, когда в Цинциннати открылся Bank of the Ohio Valley. Пять лет спустя, 23 июня 1863 года, был организован Third National Bank. 29 апреля 1871 года, Third National Bank приобрел Bank of the Ohio Valley и начал долгую историю приобретений и слияний.
В 1999 году компания завершила сделку по приобретению Enterprise Federal Bancorp Inc., один из крупнейших сберегательных банков Цинциннати; сумма сделки составила $96,4 млн. Другие покупки этого года включали Ashland Bankshares, Inc. (Кентукки, за $80 млн), Bank Holding Corp. (Флорида), Emerald Financial Corp. (Кливленд, за $204 млн, включая дочернюю компанию Strongsville Savings Bank), Peoples Bank Corporation of Indianapolis (Индиана, за $228 млн).
В апреле 2001 года был куплен Old Kent Bank из Западного Мичигана с 300 отделениями в штатах Индиана, Иллинойс и Мичиган.
В мае 2007 года Fifth Third объявила о приобретении R-G Crown Bank из Касселберри, Флорида, сделка была закрыта в четвёртом квартале 2007 года и добавила 30 отделений во Флориде и три в Джорджии.
16 августа 2007, Fifth Third объявили о покупке First Charter Bank из Шарлотта, Северная Каролина.
31 октября 2008 года Fifth Third Bank приобрёл у Федеральной корпорации по страхованию вкладов обанкротившийся флоридский Freedom Bank. Во время финансового кризиса 2008 года Fifth Third получил в ноябре 2008 года вливание капитала в размере $3,4 млрд, которые были возвращены в феврале 2011 года.

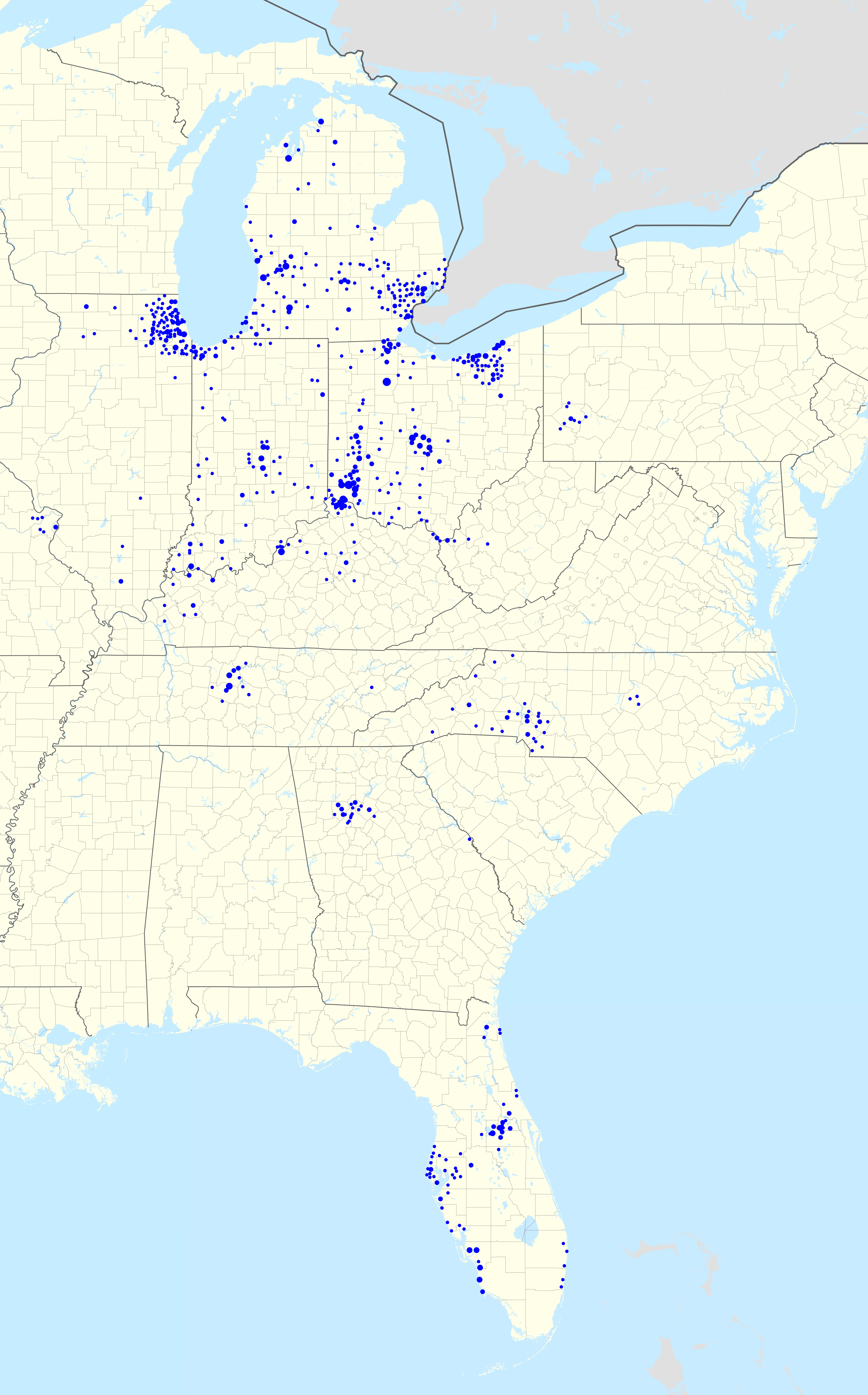
Корпоративный след Fifth Third

28 октября 2014 года Fifth Third объявила о планах перенести свою региональную штаб-квартиру в штате Мичиган из Саутфилда в центр города Детройт.
В мае 2018 года за $4,7 млрд была куплена чикагская финансовая компания MB Financial.

## Руководство
Возглавляет банковскую корпорацию Грегори Кармайкл (Greg D. Carmichael, род. в 1961 году), с февраля 2018 года он занимает пост председателя совета директоров, с ноября 2015 года — пост главного исполнительного директора, с сентября 2012 года по октябрь 2020 года — пост президента.

## Деятельность
На конец 2020 года у Fifth Third было 1134 отделений и 2481 банкомат в штатах Огайо, Кентукки, Индиана, Мичиган, Иллинойс, Флорида, Теннесси, Западная Виргиния, Джорджия и Северная Каролина. Основную часть выручки составляет чистый процентный доход, в 2020 году на него пришлось $4,8 млрд из $7,6 млрд выручки (процентный доход $5,59 млрд, процентный расход $0,79 млрд). В структуре активов преобладают коммерческие ($73 млрд) и потребительские ($41 млрд) кредиты. Половина пассивов приходится на принятые депозитные вклады ($141 млрд).

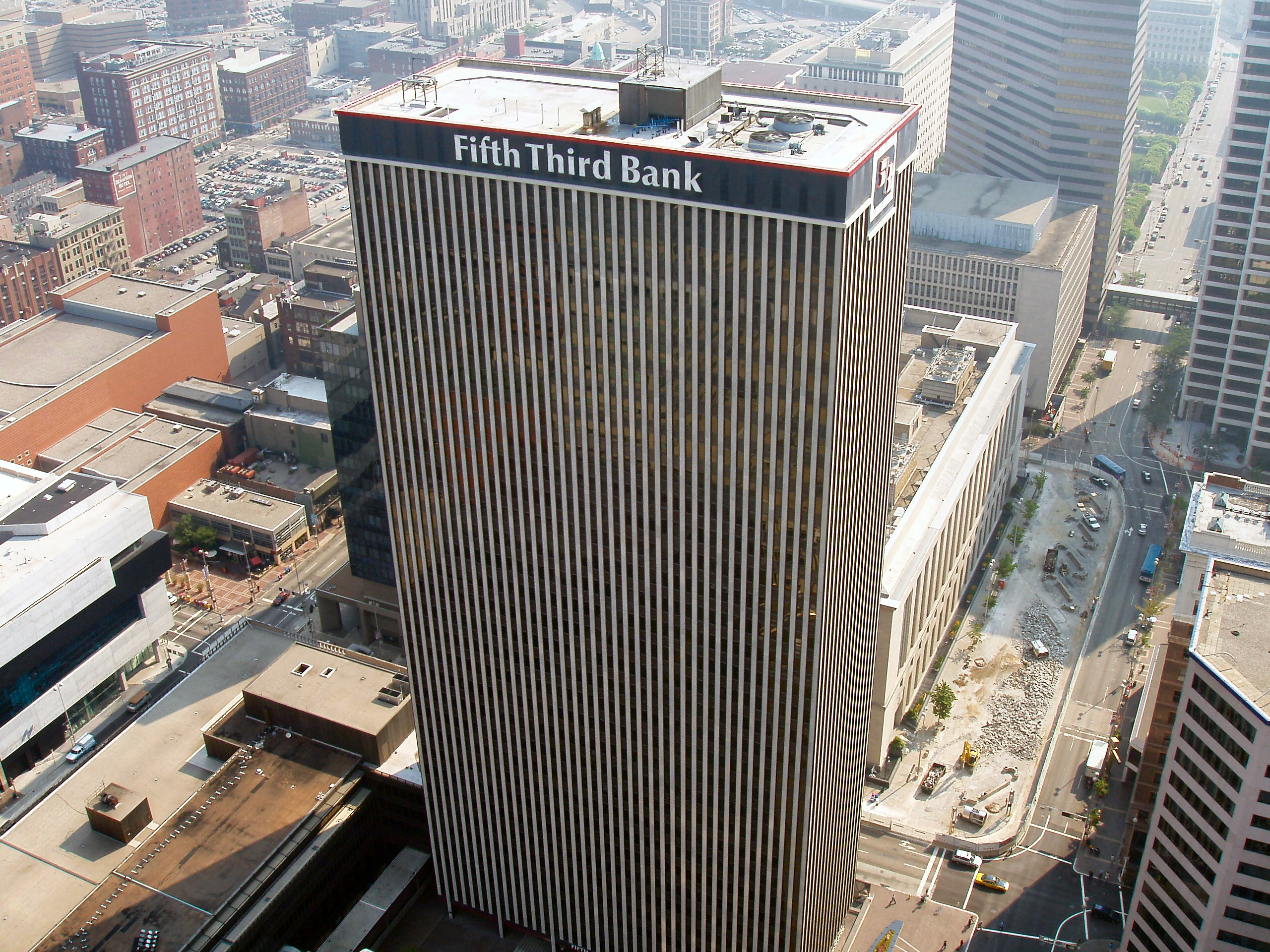
Штаб-квартира Fifth Third Bank в Цинциннати, Огайо
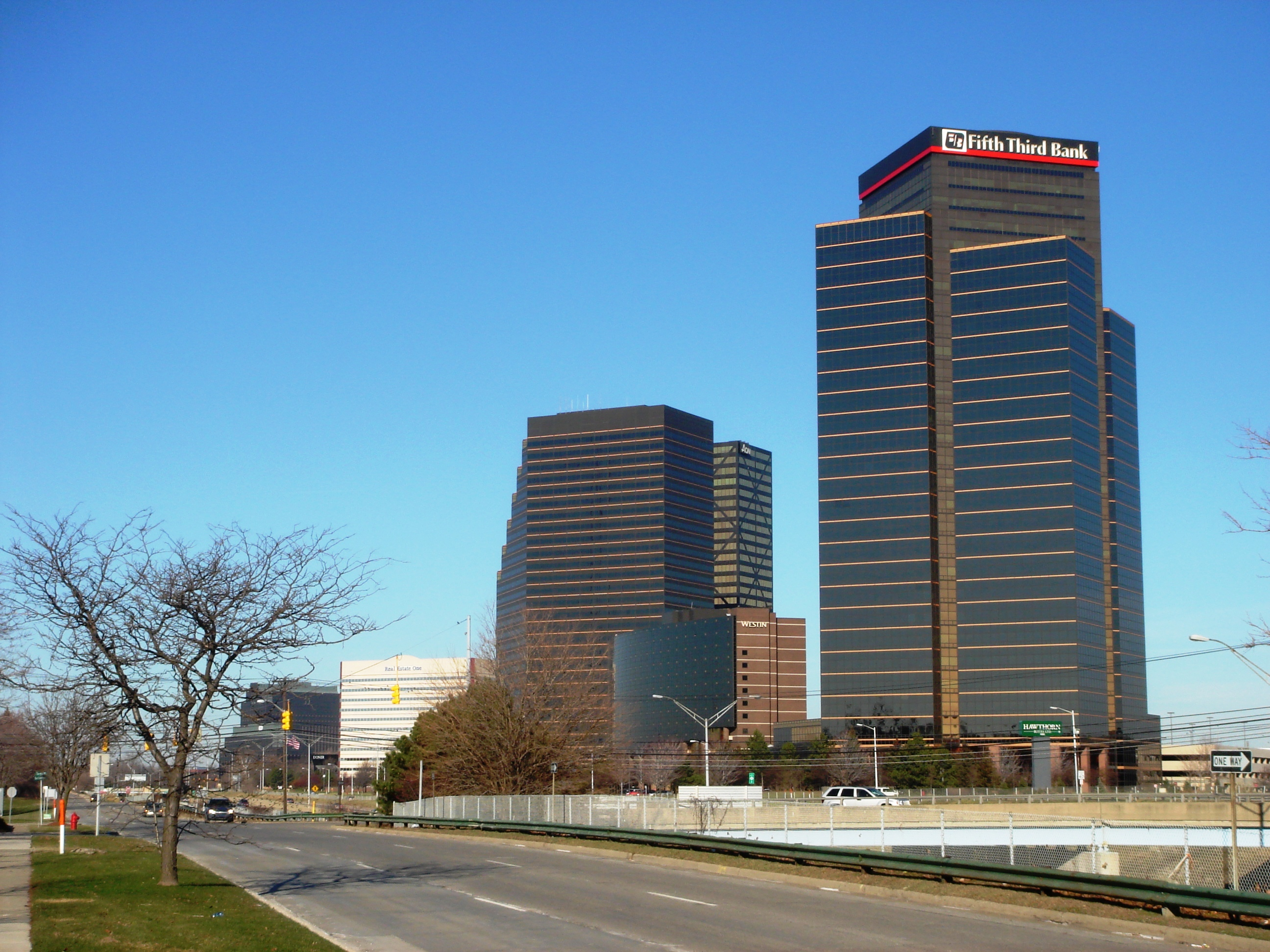
Офисы Fifth Third Bank  в 1000 Town Center в Саутфилде, Мичиган.
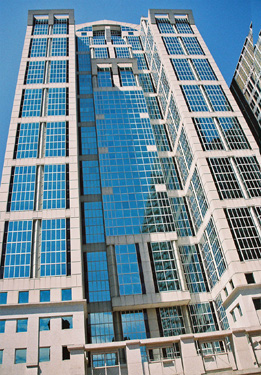
Fifth Third Center в Нэшвилле, Теннесси.
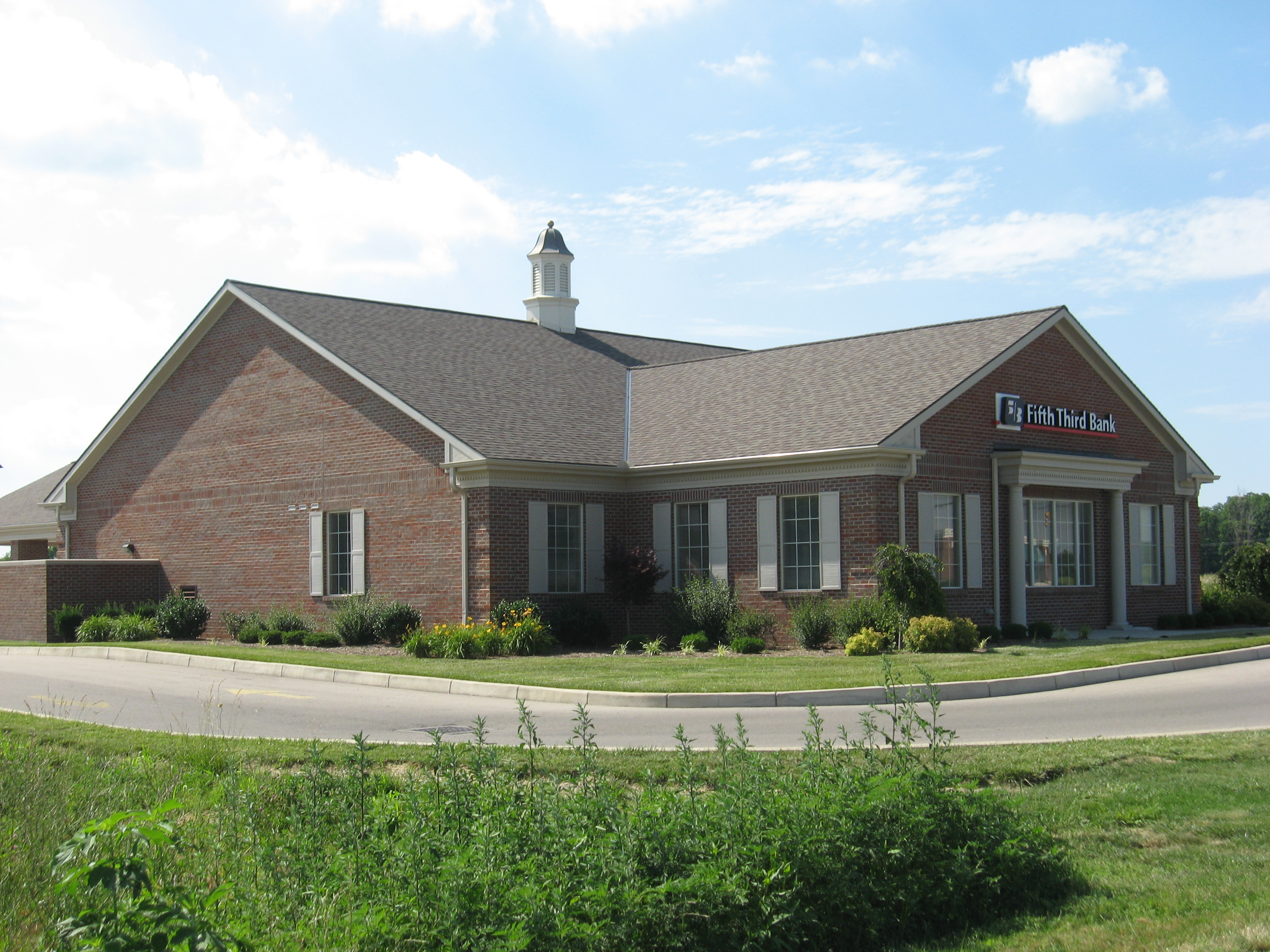
Филиал Fifth Third Bank в Спрингборо, Огайо.
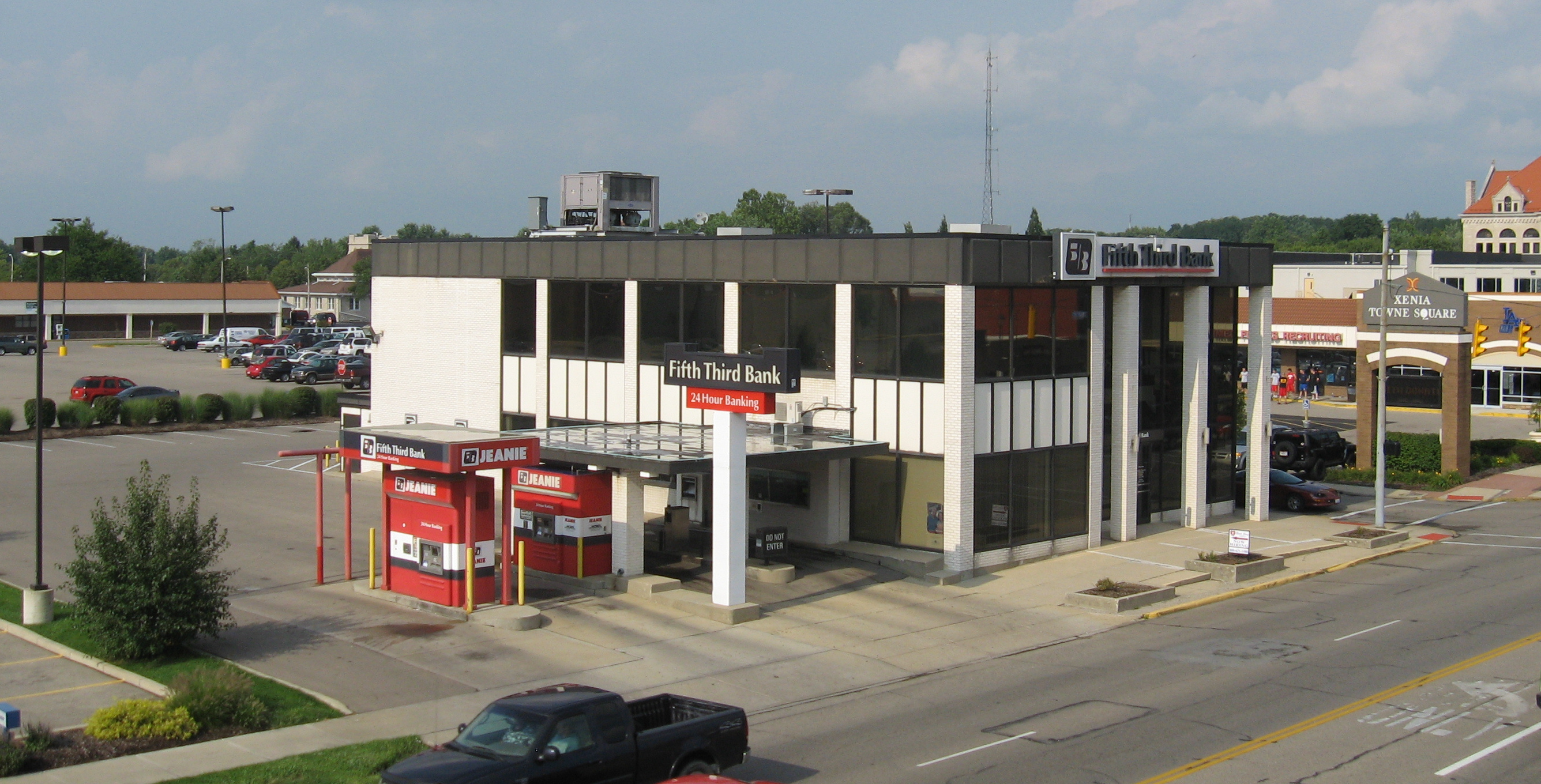
Fifth Third в Ксиния, Огайо.